# Milax ochraceus
Milax ochraceus is een slakkensoort uit de familie van de Milacidae. De wetenschappelijke naam van de soort is voor het eerst geldig gepubliceerd in 1900 door Berenguier.